# Horváth István (politikus, 1970)
Horváth István (Szekszárd, 1970. február 28. – ) magyar agrármérnök; 2006. május 16. óta a Fidesz – Magyar Polgári Szövetség országgyűlési képviselője.

## Életútja
1988-ban a gyönki Tolnai Lajos Gimnáziumban maturált. 1995-ben a Pannon Agrártudományi Egyetem Georgikon Mezőgazdaságtudományi Karán agrármérnök végzettséget szerzett.
1998 és 2006 között a Szekszárd helyi önkormányzatának képviselője. 2006-ban négy évre a város polgármestere lett, majd 2010-ben további négy évre újraválasztották, mindkét ízben Fidesz-KDNP-s színekben.
2006. május 16. óta a Fidesz – Magyar Polgári Szövetség országgyűlési képviselője. A Tolna vármegyei 1. számú országgyűlési egyéni választókerület képviselője.
Német és angol nyelven társalgási szinten beszél.